# Charles Dickson, Lord Dickson

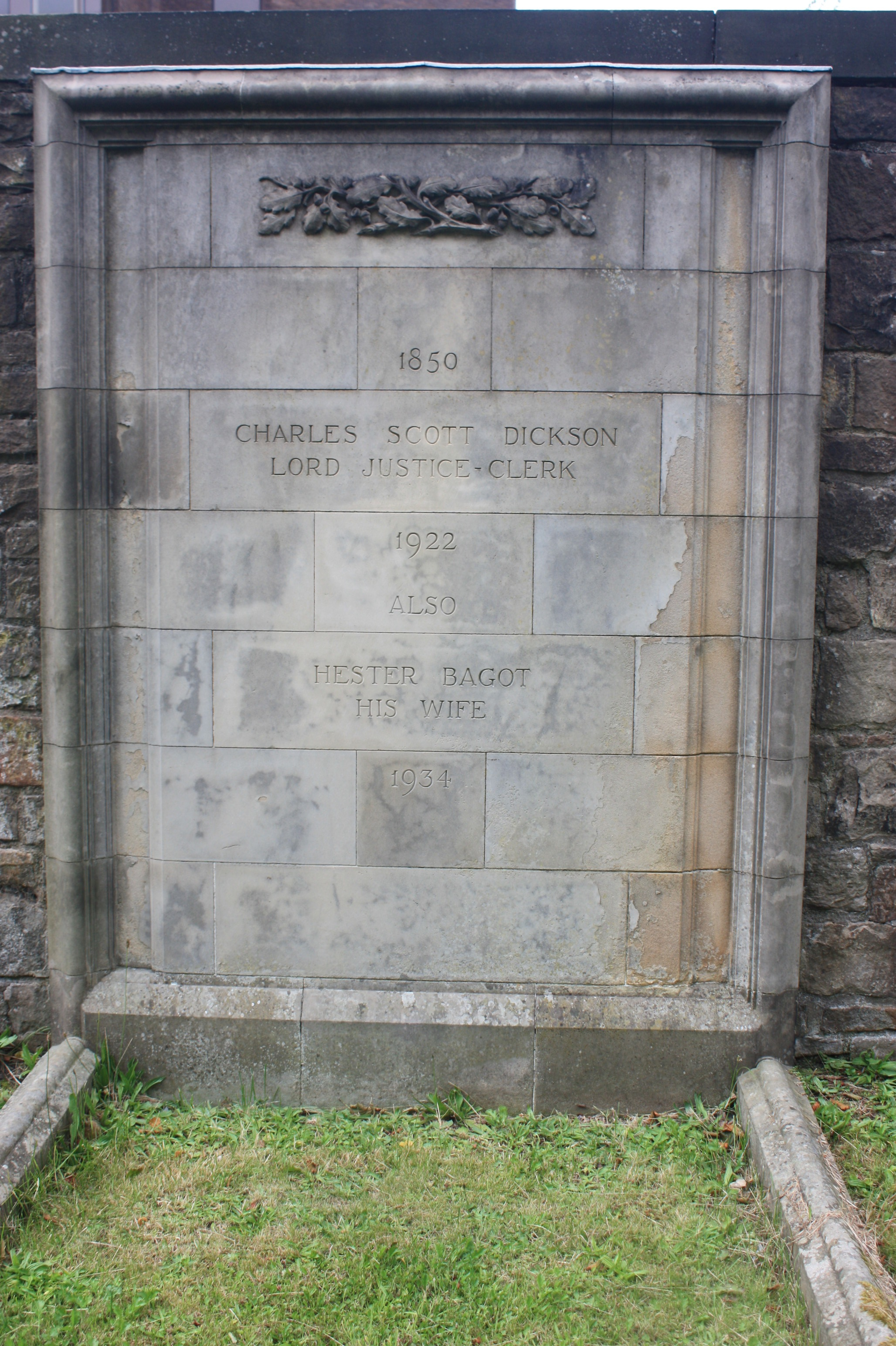
Grabstätte Dicksons auf dem Dean Cemetery in Edinburgh

Charles Dickson, Lord Dickson FRSE PC KC JP DL (* 13. September 1850 in Glasgow; † 5. August 1922) war ein schottischer Politiker und Jurist.

## Leben
Dickson wurde im Jahre 1850 als Sohn des Arztes John Robert Dickson in Glasgow geboren. Er besuchte die High School of Glasgow und studierte anschließend Mathematik und Philosophie an den Universitäten von Glasgow und Edinburgh. Nach seinem Masterabschluss folgten weitere Studien, durch welche Dickson zum Doktor der Rechtswissenschaften promoviert wurde. 1877 erhielt er seine Zulassung als Anwalt.
Im folgenden Jahr begann Dickson eine Dozententätigkeit an der Universität Glasgow und war 1910 Dekan der juristischen Fakultät. 1884 wurde Dickson als Fellow in die Royal Society of Edinburgh aufgenommen. 1896 wurde er zum King’s Counsel berufen und bekleidete zwischen 1896 und 1903 das Amt des Solicitor General for Scotland. 1903 wurde er Mitglied des Privy Council und war zwischen 1903 und 1906 als Lord Advocate eingesetzt. 1915 wurde Dickson schließlich als Lord Justice Clerk eingesetzt. Hierbei nahm er den Rechtstitel Lord Dickson an. Des Weiteren war er Deputy Lieutenant und Justice of the Peace von Edinburgh.
Dickson war mit Hester Bagot Banks verheiratet. James Dewar war sein Schwippschwager. Dickson verstarb 1922.

## Politischer Werdegang
Bei den Unterhauswahlen 1892 trat Dickson erstmals zu Wahlen auf nationaler Ebene an. Für die Conservative Party bewarb er sich um das Mandat des Wahlkreises Kilmarnock Burghs. Hierbei trat er gegen den Liberalen Stephen Williamson an, welcher den Wahlkreis seit 1886 im britischen Unterhaus vertrat. Er unterlag dem Liberalen und verpasste damit den Einzug in das House of Commons. Bei den folgenden Unterhauswahlen 1895 bewarb er sich um das Mandat des Wahlkreises Glasgow Bridgeton. Diesmal fehlten Dickson 442 Stimmen gegen George Otto Trevelyan zur Erlangung der Mehrheit. Infolge des Rücktritts Trevelyans wurden im Wahlkreis Glasgow Bridgeton Nachwahlen nötig, die am 15. Februar 1897 durchgeführt wurden. Auch in diesen unterlag Dickson dem liberalen Kandidaten, Charles Cameron, jedoch mit einer Differenz von nur noch 125 Stimmen.
Erstmals errang Dickson bei den Unterhauswahlen 1900 die Stimmmehrheit des Wahlkreises. Er setzte sich gegen den Liberalen James William Cleland durch und zog erstmals in das britische Unterhaus ein. Nach starken Stimmverlusten verlor Dickson den Sitz gegen Cleland bei den Wahlen 1906. Nach dem Ableben des Liberalen Andrew Mitchell Torrance, welcher das Mandat des Wahlkreises Glasgow Central hielt, im Jahre 1909, wurden Nachwahlen abgehalten. Dickson trat gegen den Liberalen Thomas Gibson Bowles an und sicherte sich mit einem Stimmenanteil von 58,5 % das Mandat des Wahlkreises. Bei den folgenden Unterhauswahlen im Januar sowie Dezember 1910 verteidigte er sein Mandat gegen Alexander Falconer Murison. Nachdem Dickson 1915 zum Lord Justice Clerk ernannt worden war, gab er sein Unterhausmandat zurück. Die fälligen Nachwahlen gewann der Unionist John MacLeod.